# کامیل کاشتاک
کامیل کاشتاک (چکی: Kamil Kašťák؛ زادهٔ ۸ مهٔ ۱۹۶۶) بازیکن هاکی روی یخ اهل چکسلواکی است.